# Castropol (Gerichtsbezirk)
Der Gerichtsbezirk Castropol ist einer der 18 Gerichtsbezirke in der autonomen Gemeinschaft Asturien.
Der Bezirk umfasst 11 Gemeinden auf einer Fläche von 804,30 km² mit dem Hauptquartier in Castropol.

## Gemeinden
| Gemeinde                 | Einwohner (2024) | Fläche km² | Dichte Einw./km² | Cod INE | Postleitzahl                      |
| ------------------------ | ---------------- | ---------- | ---------------- | ------- | --------------------------------- |
| Castropol                | 3.252            | 125,77     | 26               | 33017   | 33760, 33768, 33769, 33778, 33794 |
| El Franco                | 3.744            | 78,03      | 48               | 33023   | 33746, 33756–33759                |
| Grandas de Salime        | 779              | 111,62     | 7                | 33027   | 33730                             |
| Pesoz                    | 135              | 38,97      | 3                | 33048   | 33735                             |
| San Martín de Oscos      | 336              | 67,49      | 5                | 33061   | 33777                             |
| San Tirso de Abres       | 400              | 31,41      | 13               | 33063   | 33774                             |
| Santa Eulalia de Oscos   | 425              | 47,12      | 9                | 33062   | 33776                             |
| Tapia de Casariego       | 3.579            | 65,99      | 54               | 33070   | 33740                             |
| Taramundi                | 558              | 82,16      | 7                | 33071   | 33775                             |
| Vegadeo                  | 3.930            | 82,76      | 47               | 33074   | 33770                             |
| Villanueva de Oscos      | 248              | 72,98      | 3                | 33075   | 33777                             |
| Gerichtsbezirk Castropol | 17.386           | 804,30     | 22               | –       | –                                 |